# Shillelagh
Shillelagh (iriska: Síol Éalaigh) är en ort i republiken Irland.   Den ligger i grevskapet Wicklow och provinsen Leinster, i den östra delen av landet, 70 km söder om huvudstaden Dublin. Shillelagh ligger 70 meter över havet och antalet invånare är 341.
Terrängen runt Shillelagh är kuperad åt nordost, men åt sydväst är den platt. Shillelagh ligger nere i en dal. Runt Shillelagh är det ganska glesbefolkat, med 22 invånare per kvadratkilometer. Närmaste större samhälle är Gorey, 18,6 km sydost om Shillelagh. Trakten runt Shillelagh består i huvudsak av gräsmarker.